# Simfenor

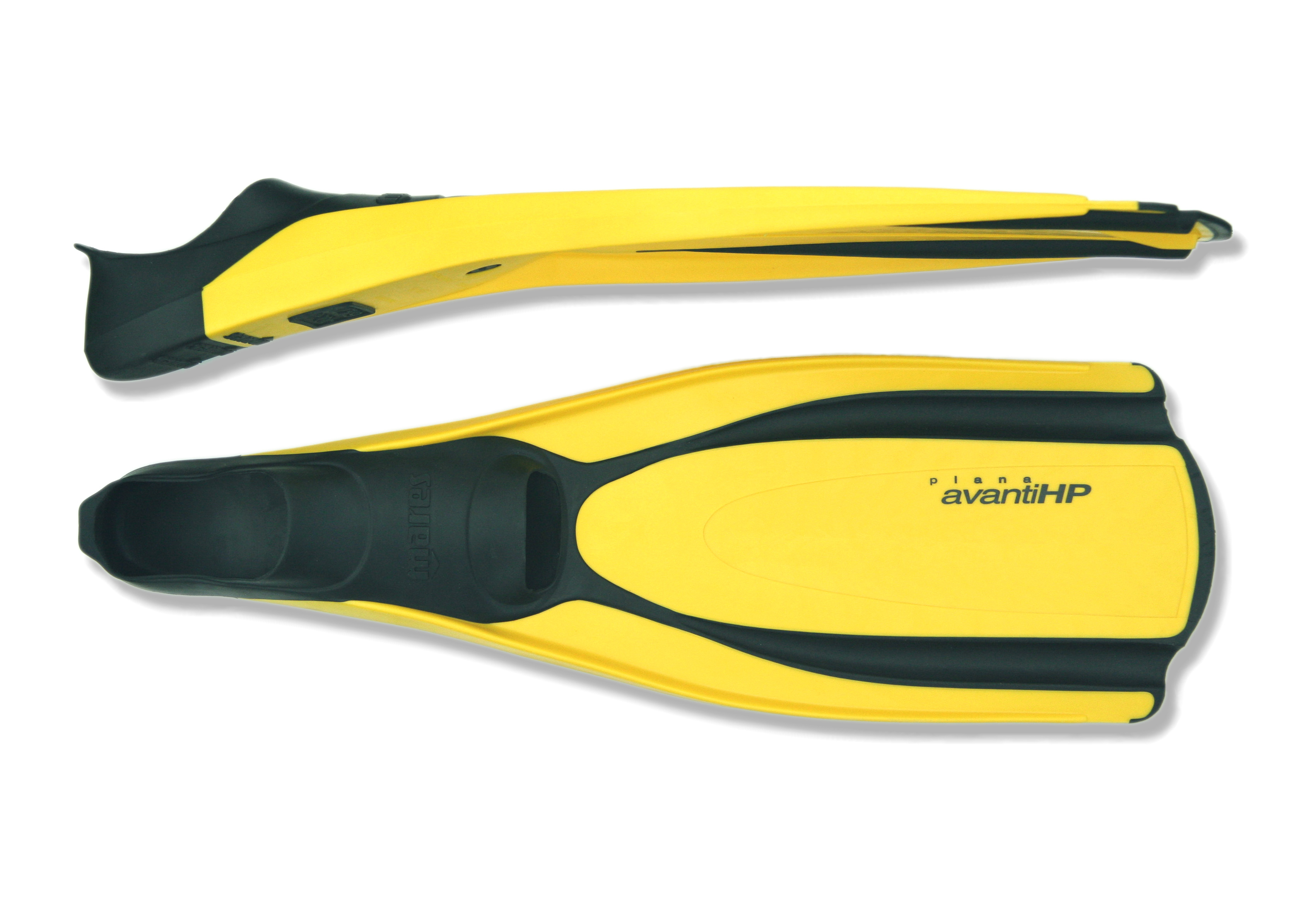
Parfenor

Simfenor (även simfötter eller dykfenor) är ett hjälpmedel som fästs på fötterna för att underlätta framfarten vid simning och dykning. Simmare använder fenor för att öka hastigheten i vattnet medan dykare använder fenan för att inte belasta benen lika mycket och på så sätt använda benen så lite som möjligt.

## Olika typer av simfenor
Det finns både korta och långa simfenor. Den korta är till för att öka hastigheten i vattnet samt stärka benstyrkan och öka flexibiliteten i fotleden medan den långa simfenan används då man inte ska använda benen så mycket. Den långa simfenan belastar dock knän och vrister betydligt mer än vad den korta fenan gör. Materialet består oftast av antingen gummi eller silikon, hälremmen och fotfickan brukar vara tillverkad av neopren, medan bladet av någon form av termoplast. Ju hårdare bladet på fenan är desto svårare är de att använda. Det finns både fenor med öppen- och stängd häl beror på vilken användning fenan har.
Fenor används antingen i par, fäst vid vardera foten, eller enskild så kallad monofena. Monofena används vid fensimning och fridykning.
Parfenor använd i första hand vid dykning och snorkling. Parfenor förekommer i två varianter: Helfotsfenor (i vilka man trär i bara foten) eller Hälremsfenor (i vilka man bär våtdräktsboots). Den vanligaste varianten är hälremsfenor, då många av de effektivaste fenorna är av denna typ. Helfotsfenor används ofta bara i varma vatten, där man inte behöver våtdräktsboots.

## Användning
Simfenorna ökar kraftigt den möjliga hastigheten genom vattnet när bäraren använder sig av fensparkar. Det finns olika typer av fensparksteknik, varav "flutterkick" (alternerande bensparkar med ganska sträckta ben) är den vanligaste. Andra fensparkstekniker är "frogkicks" (bensparkar liknande de man använder i bröstsim) och "modifierad flutterkick" (flutterkick med böjda ben där man vickar på fötterna).